# لودفيغ هوب فاي
لودفيغ هوب فاي (بالنرويجية البوكمول: Ludvig Hope Faye)‏ هو سياسي نرويجي، ولد في 4 مارس 1931 في ماندال في النرويج، وتوفي بنفس المكان في 1 يونيو 2017. حزبياً، نشط في حزب المحافظين. وقد انتخب county mayor of Vest-Agder ‏ (1988 – 1995) وانتخب نائب عضو برلمان النرويج ‏.